# Spotlight
Spotlight este un cântec înregistrat de muziciana americană Madonna, inclus pe compilația de remixuri din 1987, You Can Dance și extras pe single în Japonia de către Sire Records. Cântecul fusese scris de Madonna, Stephen Bray și Curtis Hudson în 1985 pentru albumul True Blue, însă nu a mai fost inclus în lista finală a pieselor. Înregistrarea a fost inspirată de cântecul "Everybody Is a Star" din 1970 a formației americane de muzică rock, Sly and the Family Stone. "Spotlight" a fost remixat de Shep Pettibone, fiind adăugate mici schimbări de către John "Jellybean" Benitez.
"Spotlight" are o instrumentație alcătuită din tobe, sintetizator și bătăi din palme, acompaniate de ecouri, un pian și o vioară în timpul interludiului. Versurile vorbesc despre cum oricine poate fi faimos dacă va cânta despre asta. Cântecul a fost primit cu recenzii mixte de la critii de specialitate. Discul single s-a clasat pe locul trei în Japonia, singura țară în care a fost promovat, dar a primit și destule difuzări la radioul american pentru a se clasa în top 40 în Billboard Hot 100 Airplay. Piesa a fost folosită într-o reclamă pentru Mitsubishi din 1988.

## Formate
- Vinil de 7" Japonia[2]

1. "Spotlight" (Single Edit) – 4:33
2. "Where's The Party" (Remix Single Edit) – 7:23

- Mini CD Japonia[3]

1. "Spotlight" (Single Edit) – 4:33
2. "Where's The Party" – 4:10

## Personal
- Madonna – voce, compozitor
- Stephen Bray – producător, compozitor
- Curtis Hudson – compozitor
- Shep Pettibone – mixaj
- John "Jellybean" Benitez – mixaj adițional

Source: